# The Roundhouse Tapes (DVD)
The Roundhouse Tapes è la seconda registrazione ufficiale effettuata dal vivo degli Opeth, pubblicata in DVD dalla Peaceville Records nel 2008.

## Il disco
Il disco riprende tutto il concerto al Roundhouse di Londra del 9 novembre 2006 già uscito nel 2007 in cd. Il titolo è in omaggio alla demo degli Iron Maiden, The Soundhouse Tapes Il DVD si è piazzato al primo posto della classifica finlandese dei DVD più venduti nel Paese il 7 novembre 2008.

## Tracce
1. When − 10:28 (My Arms, Your Hearse)
2. Ghost of Perdition − 10:57 (Ghost Reveries)
3. Under the Weeping Moon − 10:28 (Orchid)
4. Bleak − 8:39 (Blackwater Park)
5. Face of Melinda − 9:58 (Still Life)
6. The Night and the Silent Water − 10:29 (Morningrise)
7. Windowpane − 8:01 (Damnation)
8. Blackwater Park − 18:59 (Blackwater Park)
9. Demon of the Fall − 8:13 (My Arms, Your Hearse)

Note:
- L'inizio di When comprende l'introduzione Through Pains to Heaven tratta dal film del 1979 di Werner Herzog Nosferatu, principe della notte suonata dai Popol Vuh nella colonna sonora Nosferatu.
- Il finale di Blackwater Park comprende la presentazione dei membri del gruppo.

## Contenuti speciali
1. Intervista col gruppo
2. Interviste ai fan
3. Soundcheck
4. Galleria fotografica

## Formazione
- Mikael Åkerfeldt - chitarra, voce
- Peter Lindgren - chitarra
- Martin Axenrot - batteria
- Martin Mendez - basso
- Per Wiberg - tastiere